# Erdmann Encke
Erdmann Encke, född 26 januari 1843, död 7 juli 1896, var en tysk skulptör.
Encke var en av de mest anlitade monumentalskulptörerna i Berlin under sin samtid. Av hans arbeten märks främst hans staty av Drottning Luise, en marmorstaty i Tiergarten, samt kejsar Vilhelm I:s och kejsarinnan Augustas sarkofager i Charlottenburg.

## Galleri

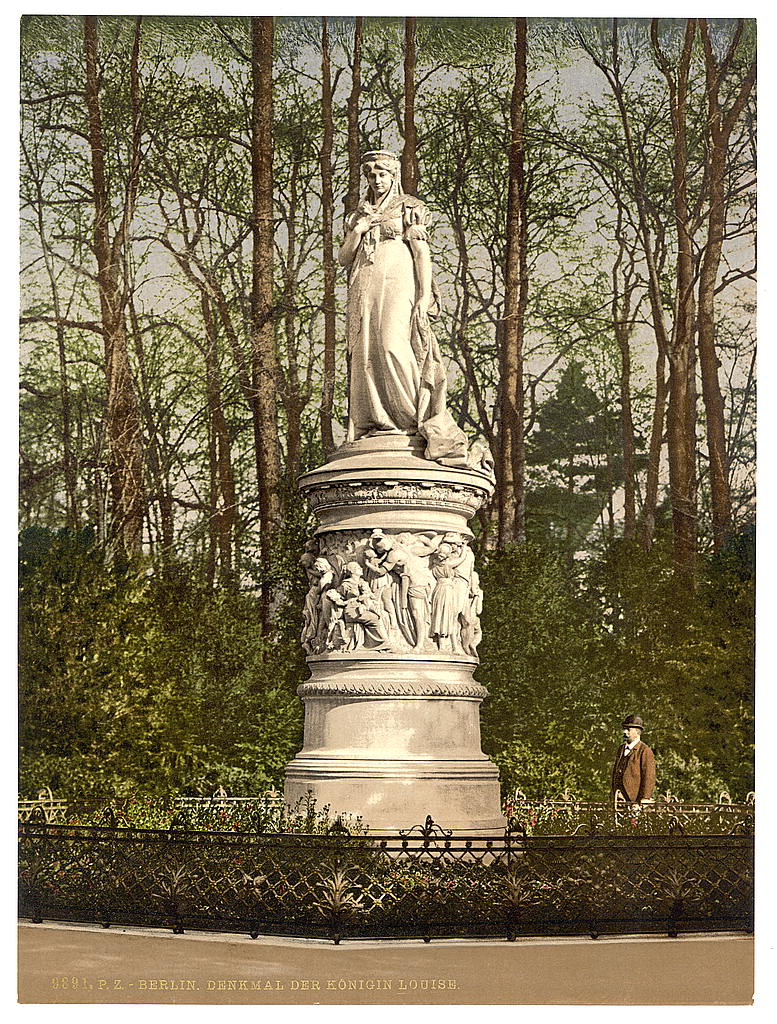
Drottning Luise (Berlin, 1880).
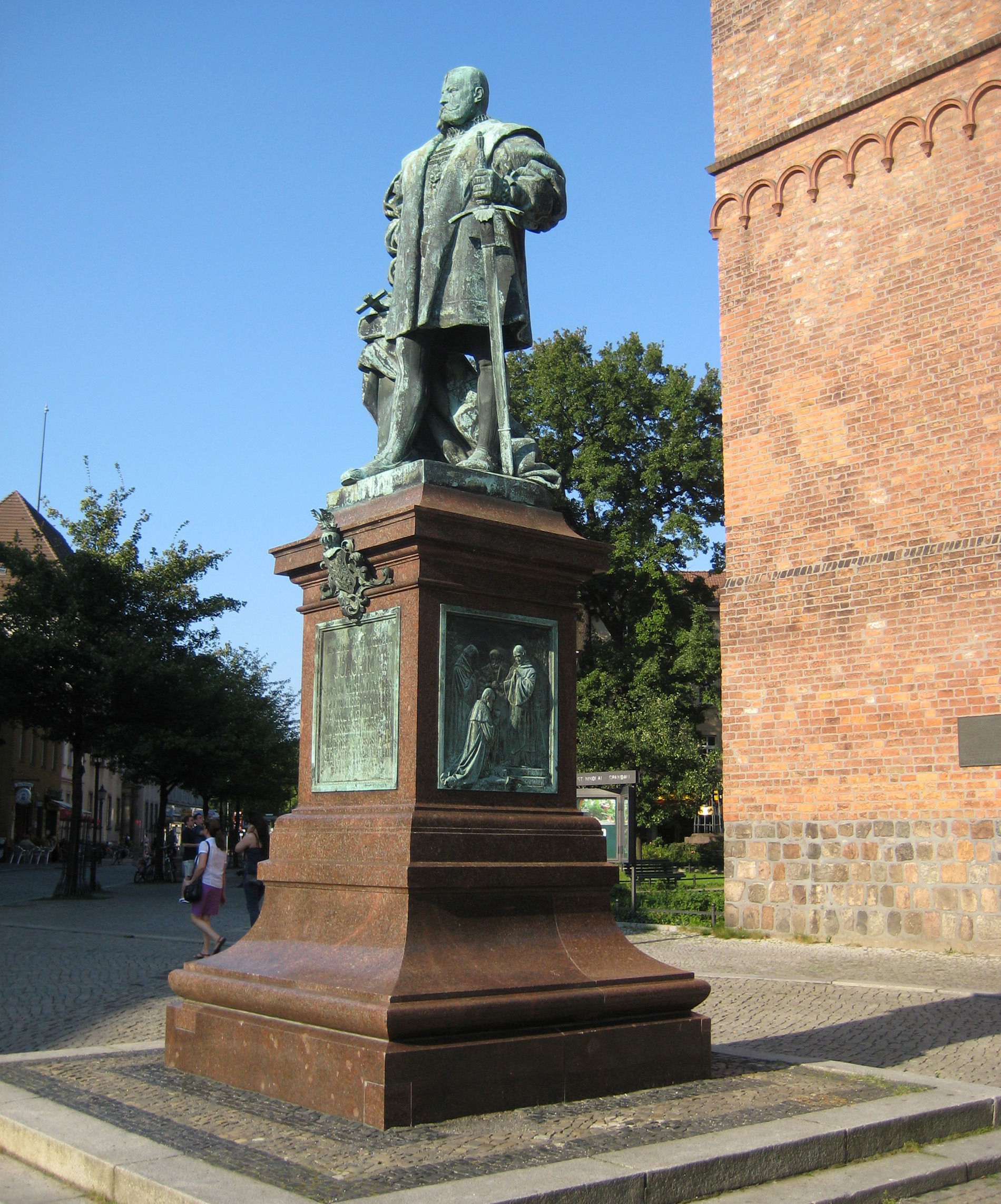
Staty av kurfurst Joakim II (Spandau, 1889).
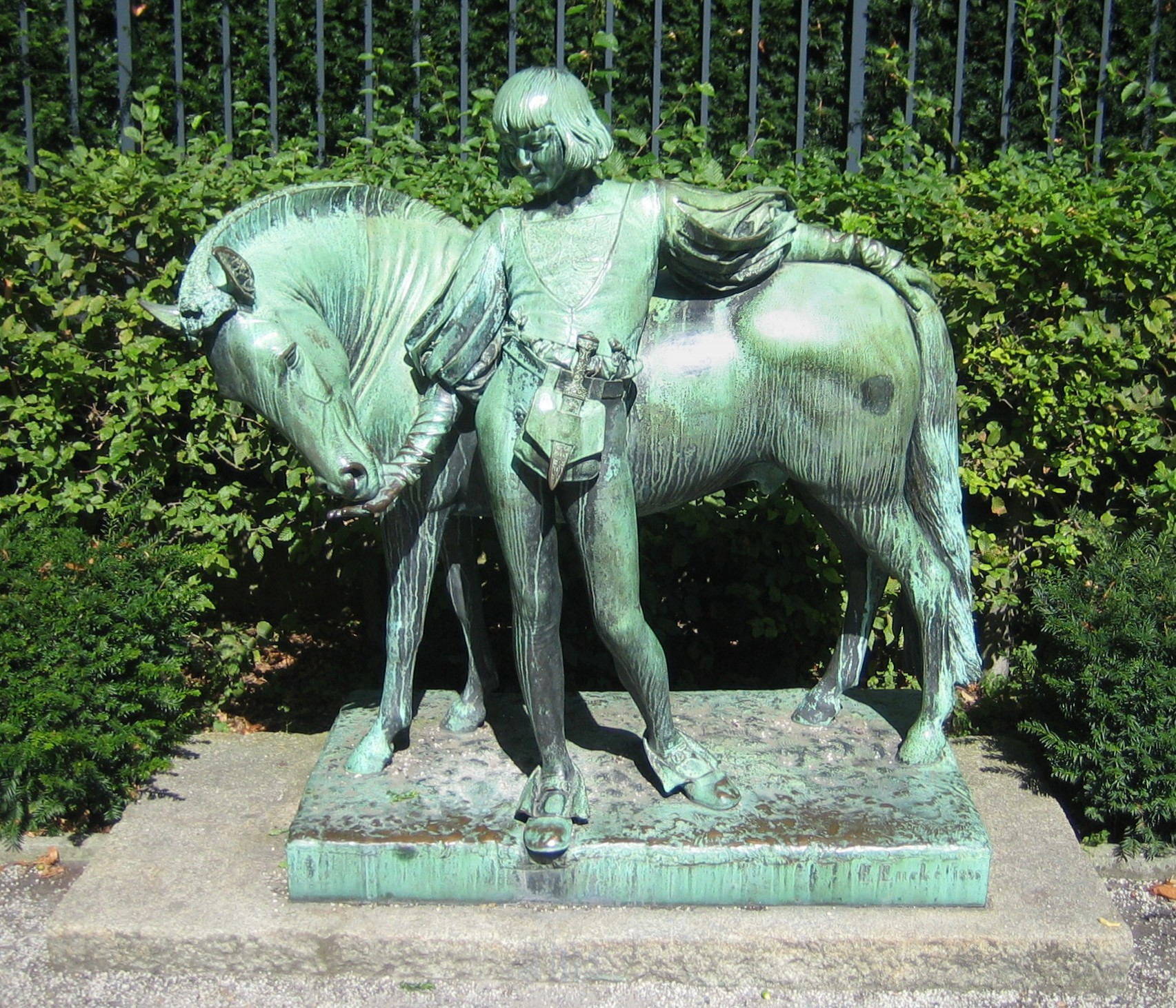
Pony und Knappe (Berlin, 1896).